# Mutterschutzrecht (Deutschland)
Das deutsche Mutterschutzrecht umfasst alle Gesetze und Verordnungen, die den Mutterschutz für Arbeitnehmerinnen, Beamtinnen, Richterinnen und Soldatinnen in Deutschland regeln.

## Arbeitsrecht
Von großer praktischer Bedeutung ist das Mutterschutzgesetz (MuSchG). Es regelt den Mutterschutz für Frauen, die in einem Arbeitsverhältnis stehen oder die in Heimarbeit beschäftigt werden. Das Mutterschutzgesetz enthält Vorschriften zur Gestaltung des Arbeitsplatzes, zu Beschäftigungsverboten und zum Arbeitsentgelt bei Beschäftigungsverboten, zu Mitteilungspflichten, zu Mehr-, Nacht- und Sonntagsarbeit, zum Mutterschaftsurlaub, zu Kündigungen sowie zum Mutterschaftsgeld.
Das Mutterschutzgesetz wurde durch die Verordnung zum Schutz der Mütter am Arbeitsplatz ergänzt. Die Verordnung verpflichtete den Arbeitgeber, Gefährdungsbeurteilungen für werdende und stillenden Mütter durchzuführen; außerdem enthält sie weitere Beschäftigungsverbote. Sie setzte die die europäische Richtlinie 92/85/EWG (Mutterschutzrichtlinie) in deutsches Recht umgesetzt. Diese Richtlinie definiert seit 1992 europaweit Mindeststandards für die Sicherheit und den Gesundheitsschutz von schwangeren Arbeitnehmerinnen, Wöchnerinnen und stillenden Arbeitnehmerinnen am Arbeitsplatz.

## Beamten- und Wehrrecht
Für Beamtinnen und Richterinnen des Bundes gilt die Verordnung über den Mutterschutz für Beamtinnen des Bundes und die Elternzeit für Beamtinnen und Beamte des Bundes (Mutterschutz- und Elternzeitverordnung – MuSchEltZV). Sie löste die seit 1961 geltende Verordnung über den Mutterschutz für Beamtinnen (Mutterschutzverordnung – MuSchV) ab. Die Mutterschutz- und Elternzeitverordnung enthält einige besondere Regelungen für Beamtinnen und Richterinnen, verweist aber ansonsten auf das Mutterschutzgesetz. Damit gelten für Bundesbeamtinnen und -richterinnen grundsätzlich dieselben Regelungen wie für Arbeitnehmerinnen.
Die Länder haben für ihre Beamtinnen und Richterinnen eigene Rechtsverordnungen zum Mutterschutz erlassen, beispielsweise die Bayerische Mutterschutzverordnung (BayMuttSchV) in der Fassung der Bekanntmachung vom 7. Oktober 2003 (GVBl. S. 785).
Die Mutterschutzverordnung für Soldatinnen (MuSchSoldV) ist am 30. Januar 1990 in Kraft getreten. Sie enthält ähnliche Regelungen wie das Mutterschutzgesetz. Zudem verweist sie auf die Verordnung zum Schutz der Mütter am Arbeitsplatz, deren Regelungen auf Soldatinnen entsprechend anzuwenden sind.

## Mutterschafts-Richtlinien
Nicht zum Mutterschutzrecht im eigentlichen Sinn gehören die Mutterschafts-Richtlinien. Dabei handelt es sich um Richtlinien des gemeinsamen Bundesausschusses, die die ärztliche Betreuung von Frauen während der Schwangerschaft und nach der Entbindung regeln. Sie sollen der Sicherung einer nach den Regeln der ärztlichen Kunst und unter Berücksichtigung des allgemein anerkannten Standes der medizinischen Erkenntnisse ausreichenden, zweckmäßigen und wirtschaftlichen ärztlichen Betreuung der Versicherten während der Schwangerschaft und nach der Entbindung dienen.